# Czołg pościgowy

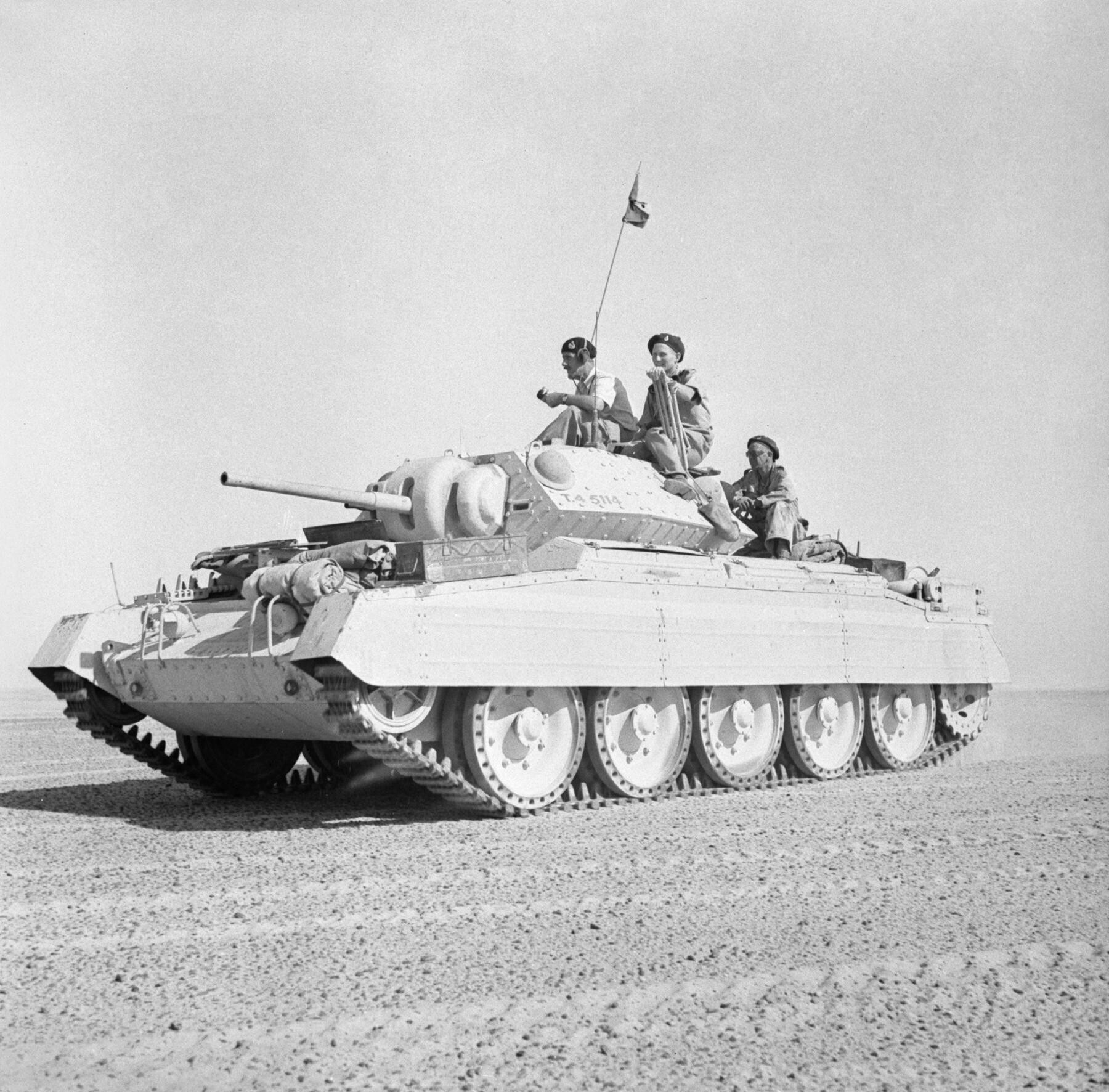
Czołg pościgowy Crusader

Czołg pościgowy (ang. cruiser tank – dosłownie, czołg krążowniczy), nazywany też czołgiem szybkim – był koncepcją opracowaną i rozwiniętą w Wielkiej Brytanii przed i w czasie II wojny światowej. W założeniu były to czołgi, które miały działać – tak jak morskie krążowniki, tj. wykorzystywać swą szybkość do niespodziewanego ataku i działania na tyłach nieprzyjaciela, niezależnie od powolnej piechoty, według teorii użycia czołgów, której eksponentami byli Percy Hobart i Liddell Hart. Najważniejszą charakterystyką takiego czołgu miała być duża szybkość, były więc często słabo uzbrojone i opancerzone.
Przebieg II wojny światowej raczej negatywnie zweryfikował ten pomysł (a także koncepcję czołgu piechoty). Brytyjskie czołgi szybkie drugiej połowy wojny odpowiadały już faktycznie pod względem konstrukcji i własności bojowych czołgom średnim używanym przez inne armie. Ostatnim czołgiem klasyfikowanym w Wielkiej Brytanii początkowo jako czołg szybki był Centurion, który jest uważany za pierwszy typ czołgu podstawowego.
Drugim krajem rozwijającym koncepcję czołgu szybkiego na dużą skalę był ZSRR, gdzie na podstawie amerykańskiej licencji czołgu Christiego, rozwinięto własną linię czołgów BT, przede wszystkim BT-2, BT-5 i BT-7. Nazwa była skrótem od bystrochodnyj tank – "czołg szybki". Cechą tych czołgów był ich napęd kołowo-gąsienicowy, pozwalający na poruszanie się po dobrych drogach z większą prędkością na kołach, ze zdjętymi gąsienicami, oraz słabe opancerzenie, ograniczające ich wartość bojową. Z rozwoju linii radzieckich czołgów szybkich wywodził się jednak udany czołg średni T-34.
Oprócz tych krajów, projekty czołgów szybkich powstawały także w innych krajach, jak USA (kołowo-gąsienicowy czołg Christiego), Polska (kołowo-gąsienicowy PZInż 10 TP), Włochy, lecz nie były produkowane.
Nieco podobną klasą do czołgów szybkich były francuskie czołgi kawalerii (Hotchkiss H-35, Somua S-35, AMC 1935), jednakże ich zadaniem było w założeniu współdziałanie z kawalerią i w tym sensie były bardziej taktycznie zbliżone do czołgów piechoty, nie mając działać samodzielnie.